# François Rabelais
François Rabelais (Chinon, Indre i Loira, 1490 - París, 9 abril de 1553) va ser un escriptor francès. En la seva prosa domina la sàtira, en què es defensa la llibertat de pensament i un profund interès pel coneixement humà. Rabelais és un dels més grans exponents de l'esperit de l'Humanisme en el Renaixement.

## Vida
Nascut a la regió de Turena, fill d'un influent advocat, Rabelais va estudiar amb els franciscans, que li van proporcionar una sòlida formació escolàstica. Alguns dels seus condeixebles interessats i iniciats en els estudis humanístics el van animar a estudiar grec. En aquell moment, la Facultat de Teologia de París, la Sorbona, es mostrava molt reaccionària amb el nou corrent humanista que emergia en escoles i universitats de tot França, i és per això que els franciscans van confiscar els llibres de grec a Rabelais. Aquest sentí que la set de coneixement no era compatible amb la norma franciscana i decidí abandonar-la. Per intervenció del bisbe de la diòcesi a què pertanyia Rabelais, Jean du Bellay, va aconseguir un permís per ingressar a l'orde dels benedictins, germandat que era molt més oberta i tolerant amb els estudis humanistes.
El bisbe Du Bellay se'l va quedar com a secretari personal i li feu de preceptor; així, Rabelais va poder viatjar, estudiar tot allò que li interessava i freqüentar els cercles humanistes. Quan ja va completar tots els seus estudis, va deixar els hàbits benedictins, marxà a Montpeller i es matriculà a la Universitat, on estudià medicina i obtingué la titulació de batxiller cap al 1531. El 1531 s'instal·là a Lió, on practicà la medicina fent de professor d'anatomia i de cap mèdic a l'Hospital Pont-du-Rhône de la mateixa ciutat. Ja en aquesta època, havia traduït del grec i publicat un recull d'aforismes d'Hipòcrates i també un almanac satíric sobre astrologia. En aquest temps freqüentà els cercles més erudits de Lió.
El 1532, publicà un llibre de cròniques sobre el gegant Gargantua el qual té un gran èxit. Rabelais publicà el mateix any una espècie de continuació d'aquest llibre. Astutament amagat sota el pseudònim Alcofribas Nasier (anagrama del seu nom), per temença de la reacció de l'Església vers el llibre, publicà Les horribles et esponventables faicz et prouesses du très renommé Pantagruel, Roy des Dipsodes, filz du grand géant Gargantua, composez nouvement par Maistre Alcofribas Nasier que, traduït, seria: Els horribles i espantosos fets i proeses del molt cèlebre Pantagruel, rei dels Dipsodes, fill del gran gegant Gargantua, reescrit pel mestre Alcofribas Nasier. Així, Rabelais començà a difondre el seu missatge, el pantagruelisme, que defensava els nous corrents humanistes i menyspreava l'obscurantisme, la ignorància i la censura intel·lectual. El llibre gaudí d'un enorme èxit i provocà que la Sorbona de París el condemnés a finals del mateix any de publicació. Mentrestant, Rabelais acompanyà a Roma Jean du Bellay, que havia estat nomenat cardenal pel papa. En tornar del viatge, publicà el segon volum dedicat als gegants Gargantua i Pantagruel, titulat La vie très horrificque du grand Gargantua, pére de Pantagruel, jadis composée par Maistre Alcofribas Nasier, traduït com La vida molt horroritzant del gran Gargantua, pare de Pantagruel, escrit antigament pel mestre Alcofribas Nasier. En aquest segon llibre, Rabelais es posicionà encara més contra tots aquells que estaven en contra d'un Humanisme reformador i obert a tot tipus d'estudis i coneixements. El llibre, com el primer, tingué un enorme èxit. La Sorbona tornà a censurar el llibre.
Però això no afectava el prestigi de Rabelais: era un metge competent i reconegut i un erudit molt respectat. A més, gaudia de protectors molt influents als qui servia de secretari i metge de capçalera. Proper a la cúria romana, Rabelais recolzava la política antiImperialista dels estats italians contra el rei de França, Francesc I. Durant els anys següents, continuà els seus estudis de medicina a Montpeller on es doctorà i exercí com a metge de prestigi.
Cap al 1543, per la gran demanda del públic, el Pantagruel i el Gargantua van ser reimpresos. La Sorbona novament va censurar ambdós llibres. El 1546 publicà, ja amb el seu nom autèntic, un tercer llibre, titulat Tiers livre des faicz et dicts héroïques de Pantagruel, composez par M. François Rabelais, docteur en Médecine, traduït: Tercer llibre dels fets i dites heroiques de Pantagruel, escrit per François Rabelais, doctor en medicina. Els anys següents, els passà a Roma treballant novament per al cardenal du Belly. Aquest li atorgà uns privilegis eclesiàstics de què Rabelais no en va fer maig ús. El 1552, publicà el Quart livre des faictz et dicts héroïques de noble Pantagruel, traduït per Quart llibre dels fets i les dites heroiques del noble Pantagruel. Aquest llibre no sols va tornar a ser censurat per la Sorbona sinó que nombrosos teòlegs el van condemnar per la irreverència cap als ordes religiosos i els seus atacs als dogmes de fe.
L'any següent, el 1553, Rabelais mor a París. Pòstumament, apareix un cinquè volum del Pantagruel titulat: Cinquiesme livre des faicts et dicts du bon Pantagruel; traduït com Cinquè llibre dels fets i dites del bon Pantagruel (on apareix el famòs Moltó de Panurge).

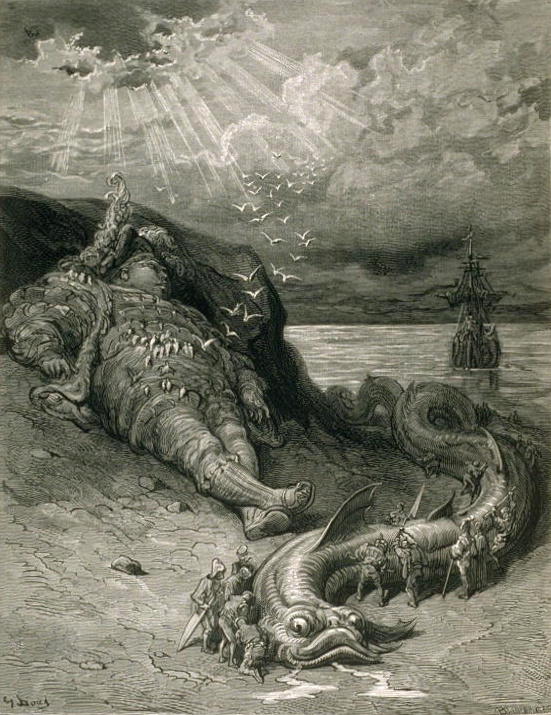
Dibuix del gegant Pantagruel en una edició de 1873

### Valoració delGargantuai elPantagruel
Rabelais en els seus llibres dedicats als dos gegants, pare i fill, reflectí el seu ideari humanístic i també els problemes que afectaven la societat que li va tocar viure. Sempre des d'un punt de vista irònic i satíric. El pantagruelisme es basa, en pròpies lletres de Rabelais en un viure en pau, joia, salut i menjant sempre força. Sota aquesta premissa aparentment superficial, més pròpia d'un hedonista, s'amaga tot un ventall d'idees que en el seu moment van ser un revulsiu, en què un missatge de bondat i tolerància ens duen a un retorn a l'estudi dels clàssics, a la natura. Fent servir personatges típics de les novel·les medievals, època fosca per excel·lència, Rabelais canvia la torna i els converteix en missatgers d'una nova era que ja s'havia obert camí amb joves humanistes com Thomas More o Erasme de Rotterdam, als quals Rabelais admira. Apostant per una nova època lluminosa per a l'ésser humà que s'obre al món que l'envolta, Rabelais, mitjançant les històries particulars dels gegants i les seves aventures, ens dona missatges com que és natural riure per a l'ésser humà; ens proposa un nou ideal basat en l'evangelisme: la pedagogia racional sobre els mètodes tradicionals heretats de l'Edat Mitjana. Ens proposa una reforma de les institucions monàstiques o la creació d'un nou orde monàstic en què es prescindeixi dels vots de pobresa, castedat i obediència, en què tot es basi en la iniciativa pròpia. De fet, el mateix Rabelais, encara que proper als ordes benedictí i franciscà i a la cúria romana, va dur una vida de seglar total. Tingué tres fills amb una vídua, un d'ells mort als dos anys, i feu una vida i uns estudis totalment fora del que es considerava normal en un home d'hàbits. Paradoxalment, els franciscans el van continuar considerant membre del seu orde.
La seva ambigüitat amb els ordes religiosos als quals va pertànyer i l'estranya i diplomàtica relació amb poderosos protectors que pertanyien a les altes instàncies de l'Església Catòlica a pesar de la seva vida com a persona del Renaixement, en què s'inclou conviure sense casar-se amb una vídua i ser considerat alhora pels mateixos franciscans com un dels seus, han estat motiu de controvèrsia i estudi d'experts en literatura renaixentista i d'historiadors al llarg dels anys.
Predicant amb l'exemple, Rabelais ens proposa un fes el que vulguis. Els seus llibres sempre van tenir una gran acceptació entre el públic i Rabelais s'ha erigit com una de les grans figures de la literatura francesa, per la ironia i una enginyosa i mordaç sàtira a tot l'establert que el van convertir en un gran avançat al seu temps. Avui en dia, la seva prosa és sorprenentment actual i s'hi poden veure reflectits alguns problemes existents en la societat d'avui. Per atrevir-se, va gosar fins i tot a atacar Roma, a la qual anomena L'isle Sonante, en el seu llibre cinquè, llibre ja pòstum. El Concili de Trento condemnà l'obra completa de Rabelais i la va incloure en la llista de llibres prohibits.

## El tercer llibre
Publicat el 1546 amb el seu propi nom amb el privilegi concedit per Francesc I per a la primera edició i per Enric II per a l'edició de 1552, El tercer llibre va ser condemnat per la Sorbona, com els anteriors toms. En ell, Rabelais va revisar les discussions que havia mantingut mentre treballava com a secretari de Geoffroy d'Estissac abans a Poitiers, on la Querella de les dones havia estat un animat tema de debat. Intercanvis més recents amb Margarida d'Angulema —possiblement sobre la qüestió del matrimoni clandestí i el Llibre de Tobies l'estatus canònic del qual s'estava debatint al Concili de Trento, van fer que Rabelais li dediqués el llibre abans d'escriure l'Heptameron.
En contrast amb les dues cròniques anteriors, el diàleg entre els personatges està molt més desenvolupat que els elements argumentals del tercer llibre. En particular, la qüestió central del llibre, que Panurge i Pantagruel consideren des de múltiples punts de vista, és abstracta: si Panurge s'ha de casar o no. Esquinçat entre el desig d'una dona i la por de ser cornut, Panurge es dedica a mètodes endevinatoris, com la interpretació dels somnis i la bibliomància. Consulta autoritats dotades de coneixements revelats, com la sibil·la de Panzoust o el mut Nazdecabre, coneguts profans, com el teòleg Hippothadée o el filòsof Trouillogan, i fins i tot el bufó Triboulet. És probable que diversos dels personatges es refereixin a persones reals: Abel Lefranc argumenta que Hippothadée era Jacques Lefèvre d'Étaples, Rondibilis era el metge Guillaume Rondelet, l’esotèric Her Trippa correspon a Agrippa de Nettesheim. Un dels trets còmics de la història són les interpretacions contradictòries en què s'emboliquen Pantagruel i Panurge, la primera de les quals és l'encomium paradoxal dels deutes del capítol III. El tercer llibre, profundament en deute amb l'Elogi de la follia, conté el primer testimoni conegut de la paraula paradoxe en francès.
El to més reflexiu mostra l'evolució dels personatges a partir dels toms anteriors. Aquí Panurge no és tan astut com Pantagruel i és tossut en la seva voluntat d'aprofitar tots els signes, negant-se a escoltar els consells que ell mateix havia buscat. Per exemple, quan Her Trippa llegeix foscos presagis en el seu futur matrimoni, Panurge l'acusa del mateix amor propi cec (philautie) que sembla patir. La seva erudició es posa més sovint a treballar per pedanteria que no pas per instal·lar-se en la saviesa. Per contra, el discurs de Pantagruel guanya en pes amb el tercer llibre, ja que l'exuberància del jove gegant s'ha esvaït.
Al final del Tercer Llibre, els protagonistes decideixen salpar a la recerca d'una discussió amb l'Oracle de l'Ampolla Divina. Els darrers capítols se centren en l'elogi del Pantagruelion (cànem) —una planta utilitzada al segle XVI tant per a la corda del penjat com amb finalitats medicinals— que es carregava abundantment als vaixells. Com a naturalista inspirat en Pline el Vell i Charles Estienne, el narrador intercedeix en la història, primer descrivint la planta amb molt de detall, i després encerant líricament les seves diverses qualitats.

## En literatura
A la seva novel·la de 1759-1767 Vida i opinions de Tristram Shandy, Laurence Sterne cita àmpliament Rabelais.
Alfred Jarry va interpretar, de memòria, himnes de Rabelais als salons dels dimarts de la simbolista Rachilde. Jarry va treballar durant anys en un llibret inacabat per a una òpera de Claude Terrasse basada en Pantagruel.
Anatole France va donar una conferència sobre ell a l'Argentina. John Cowper Powys, DB Wyndham-Lewis i Lucien Febvre (un dels fundadors de l'escola històrica francesa Annales), tots van escriure llibres sobre ell.
James Joyce va incloure una al·lusió a «Master François Sombody» a la seva novel·la de 1922 Ulisses. 
Mikhaïl Bakhtín, filòsof i crític rus, va derivar els seus conceptes del cos carnavalesc i grotesc del món de Rabelais. Assenyala la pèrdua històrica de l'esperit comunitari després de l'època medieval i parla del riure carnavaler com una «expressió de la consciència social».
Aldous Huxley admirava l'obra de Rabelais. En escriure el 1929, va elogiar Rabelais, afirmant: «Rabelais estimava les entranyes que Swift odiava tan malignament. El seu era el veritable amor fati: va acceptar tota la realitat, va acceptar amb gratitud i delit aquest món increïblement improbable».
George Orwell no era un admirador de Rabelais. Escrivint el 1940, el va anomenar «un escriptor excepcionalment pervers, morbós, un cas per a la psicoanàlisi».
Milan Kundera, en un article de 2007 a The New Yorker, va comentar una llista de les obres més notables de la literatura francesa, assenyalant amb sorpresa i indignació que Rabelais es trobava darrere de les memòries de Guerra de Charles de Gaulle i se li va negar l'«aura de una figura fundadora! No obstant això, als ulls de gairebé tots els grans novel·listes del nostre temps, és, juntament amb Cervantes, el fundador de tot un art, l'art de la novel·la».
Rabelais és tractat com una figura fonamental en el discurs d'acceptació de Kenzaburō Ōe el 1994 per al Premi Nobel de Literatura.
Al musical satíric The Music Man de Meredith Willson, els noms Chaucer ! Rabelais! Balzac ! són presentats pels xafarders locals com una prova que el bibliotecari de la ciutat «defensa els llibres bruts».

## Obres
- Pantagruel (1532)
- Gargantua (1534)
- Tercer llibre (1546)
- Quart llibre (1552)
- Cinquè llibre (1564, pòstuma, encara que s'ha qüestionat la seva paternitat)
- Almanacs astrològics satírics i reculls d'aforismes d'Hipòcrates

Traduccions al català de Gargantua i Pantagruel:
Traductor: Lluís Faraudo de Saint-Germain (pseudònim: Lluís Deztany). Tip. La Acadèmica, Llibr. Vardaguer, etc. 1909, 1918, 1929 [=1939].
Traductor: Miquel-Àngel Sánchez Férriz. Barcelona: Edicions 62, 1985. Col. MOLU
Traductor: Emili Olcina. Barcelona: Laertes, 2011. ISBN 978-84-7584-722-1.